# Astronome royal d'Écosse
Pour les articles homonymes, voir Astronome royal.
Astronome royal d'Écosse (en anglais Astronomer Royal for Scotland) était le titre du directeur de l'Observatoire royal d'Édimbourg jusqu'en 1995. C'est depuis un titre honorifique.

## Astronomes royaux d'Écosse
| No. | Image | Nom                             | Année de début | Année de fin |
| --- | ----- | ------------------------------- | -------------- | ------------ |
| 1   |       | Thomas Henderson                | 1834           | 1844         |
| 2   |       | Charles Piazzi Smyth            | 1846           | 1888         |
| 3   |       | Ralph Copeland                  | 1889           | 1905         |
| 4   |       | Sir Frank Watson Dyson          | 1905           | 1910         |
| 5   |       | Ralph Allen Sampson             | 1910           | 1937         |
| 6   |       | William Michael Herbert Greaves | 1938           | 1955         |
| 7   |       | Hermann Brück                   | 1957           | 1975         |
| 8   |       | Vincent Cartledge Reddish       | 1975           | 1980         |
| 9   |       | Malcolm Longair                 | 1980           | 1990         |
| –   |       | En suspens                      | 1991           | 1995         |
| 10  |       | John Campbell Brown             | 1995           | 2019         |
| –   |       | Aucun                           | 2019           | 2021         |
| 11  |       | Catherine Heymans               | Mai 2021       | En cours     |